# دانشکده پزشکی جیرفت
دانشکده پزشکی دانشگاه علوم پزشکی جیرفت یکی از دانشکده‌های پزشکی ایران وابسته به دانشگاه علوم پزشکی جیرفت در جیرفت است. این دانشکده در سال ۱۳۸۸ بنیانگذاری شد و دارای ۲ بیمارستان آموزشی است.

## تاریخچه
دانشکده پزشکی جیرفت در سال ۱۳۸۸ بنیانگذاری شد. هم‌اکنون ریاست این دانشکده را دکتر فاطمه‌السادات میررشیدی برعهده دارد.